# Phylidorea nervosa
Phylidorea nervosa är en tvåvingeart som först beskrevs av Theodor Emil Schummel 1829.  Phylidorea nervosa ingår i släktet Phylidorea och familjen småharkrankar. Inga underarter finns listade i Catalogue of Life.